# Équipe réserve et centre de formation du Liverpool Football Club
Maillots
Cet article traite de l'équipe réserve et du centre de formation du Liverpool Football Club.
Réserves de Liverpool FC est l'équipe réserve de Liverpool. C'est le niveau le plus élevé de l'académie de Liverpool sous l'équipe première. À l'été 2012, l'ensemble du système de football de réserve anglais a été révisé et remplacé par un système de ligue des moins de 21 ans, le Professional Development League. L'équipe de réserve de Liverpool est devenue l'équipe de Liverpool des moins de 21 ans et participe à la Professional Development League 1, également connue sous le nom de parrainage de Barclays U21 Premier League. L'équipe est généralement composée de joueurs de moins de 21 ans au club mais les joueurs de l'équipe première jouent également parfois à la réserve lorsqu'ils se remettent d'une blessure. À la suite de l'introduction de nouveaux règlements depuis la saison 2012-2013, les trois joueurs de champ et un gardien de plus de 21 ans peuvent jouer régulièrement pour les réserves.
Durant la Saison 2012-2013 du Professional U21 Development League, l'équipe de réserve de Liverpool a atteint la demi-finale avant de s'incliner face aux vainqueurs de Manchester United. La saison suivante en 2013-2014, l'équipe de réserve s'est à nouveau incliné face aux réserves de Manchester United en demi-finale.
Académie de Liverpool FC est la mise en place de la jeunesse de Liverpool Football Club. Il forme des joueurs du groupe d'âge U6 jusqu'à l'équipe U21. L'académie a des entraîneurs principaux distincts chargés du développement dans les groupes d'âge U6-U9, U10-U11, U12-U14 et U15-U16. Au niveau U21 et U18, des équipes de coaching sont gérées par Michael Beale et le poste U21 est vacant à partir du 2 mars 2020. Alex Inglethorpe a été promu directeur U21 au poste de directeur de l'Académie à l'été 2014 et détient la responsabilité globale du fonctionnement de l'académie. L'académie a remporté le FA Youth Cup qui est une compétition pour les joueurs de 15 à 18 ans et le club a remporté quatre fois en 1996, 2006, 2007 et 2019.
L'Académie de Liverpool FC est considérée comme l'une des meilleures et des plus prolifiques des académies du football en Angleterre et dans le monde. La plupart des joueurs actuels et passés de Liverpool sont diplômés de l'académie avec des goûts de Billy Liddell, Ronnie Moran, Ian Callaghan, Phil Thompson, Robbie Fowler, Steve McManaman, Michael Owen, Jamie Carragher, Steven Gerrard, Trent Alexander-Arnold ainsi que de nombreux autres joueurs.

## Équipe Réserve
Réserve de Liverpool FC joué dans la Premier Reserve League. La Réserve a remporté le titre de division régionale en 2000 et en 2008 aussi l'équipe réserve remporte également la ligue nationale. Il a participé à la Combinaison Lancashire de 1896 à 1911 mais durant la saison de 1898-1899, l'équipe a rejoint exceptionnellement La Combinaison.
À partir de 1911, il a participé à la Ligue centrale jusqu'à devenir membre fondateur de la Premier Reserve League North en 1999. L'équipe a également participé à la Liverpool Senior Cup et à la Lancashire Senior Cup et la dernière fois qu'il y a participé était la saison 2009-2010 où il a remporté les deux compétitions.
Le dernier manager de l'équipe de réserve était Rodolfo Borrell qui a été nommé en juillet 2011 et a dirigé l'équipe de réserve lors de sa dernière saison avant de prendre la relève des moins de 21 ans en juillet 2012. Les réserves ont joué leurs derniers matchs à domicile à Prenton Park (la maison de Tranmere Rovers) au cours des saisons précédentes, l'équipe a également joué à l'académie du club dans : le Halliwell Jones Stadium (domicile de Warrington Wolves), le Haig Avenue (domicile de Southport FC), le Totally Wicked Stadium (domicile de St Helens RFC) et le Racecourse Ground (domicile de Wrexham FC).
Le plus titre du gestionnaire de réserves de Liverpool était Roy Evans. Evans a passé la majeure partie de sa carrière en tant que joueur de l'équipe réserve du club en faisant que 11 apparitions pour l'équipe première. Après une blessure qui a mis fin à sa carrière en 1974, il a été nommé directeur des réserves par Bob Paisley. Ensuite, Evans a mené les réserves à des victoires en faisant des séries en remportant la Ligue Centrale à quatre fois consécutives durant ses quatre premières saisons à son actif jusqu'en 1978 et deux autres durant les débuts des années 1980. Tout au long de l'histoire de Liverpool FC, les joueurs les plus connus de l'histoire du club ont progressé dans l'équipe de réserve. Il s'agit notamment de certains joueurs passés de l'équipe réserve à l'équipe première dont Trent Alexander-Arnold, Steven Gerrard, Robbie Fowler, Michael Owen, Steve McManaman, Jamie Carragher et Raheem Sterling.

## Académie

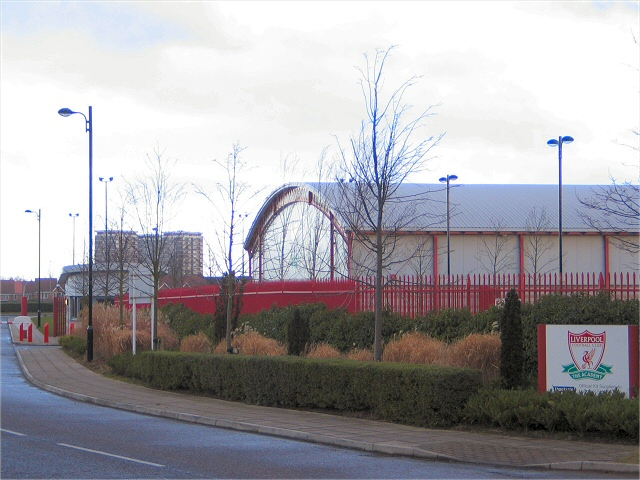
L'Académie

En 1998, une nouvelle académie de la jeunesse à la pointe de la technologie a été ouverte à Kirkby (District métropolitain de Knowsley). Il a remplacé le plus ancien système de jeunesse au plus informel et permet au club de se concentrer sur le développement et le dépistage des jeunes en utilisant de nouvelles techniques et normes de l'AF.
Les scouts assistent à de nombreux matchs des jeunes pour rechercher des futurs jeunes talents. Ensuite, les jeunes seront invités à suivre des sessions de formation à l'Académie. Ils sont actuellement accueillis dès l'âge de six ans.
L'ancien International anglais Jamie Carragher a commencé à Liverpool alors qu'il n'avait que neuf ans avec Michael Owen à l'âge d'onze ans et Steven Gerrard à l'âge de huit ans durant leur formation.
Sur les murs à l'intérieur du centre de formation sont accrochés les mots «Technique», «Attitude», «Équilibre» et «Vitesse». «TABS» est le mot clé prêché à l'Académie.
Le directeur de l'Académie Alex Inglethorpe a déclaré que le mandat de l'académie était de produire des joueurs d'élite physiquement, techniquement, tactiquement et mentalement avec une qualité suffisante pour représenter l'équipe senior en Ligue des Champions. Liverpool a remporté la Ligue des champions 2005 avec la naissance de deux devises locales de l'académie à partir de cette finale.

### Partenaires de l'Académie
L'Académie a une affiliation de longue date avec la Sándor Károly Football Academy de MTK Budapest et maintient un certain nombre d'écoles de football dans le monde grâce à des partenariats avec des clubs de football et des organisations commerciales et sportives La LFC International Football Academy possède actuellement des succursales en Scandinavie (Norvège, Danemark, Suède, Finlande et Grande Canarie pendant l'hiver), en Amérique (Texas et Plymouth), ce dernier via une filiale avec CS United Soccer Club, Égypte (Caire), Afrique du Sud (Durban et Johannesburg), Chine (Guilin), Inde (Pune en coopération avec DSK Shivajians) et Japon (Tokyo).
Il dirige des écoles à Boston, Charlotte, Saint-Vincent et les Grenadines, Islande, Belfast, Dublin, Katwijk, Madrid, Lisbonne, Malte, Chypre, Abuja, Nairobi, Mumbai, Singapour, Jakarta, Manila et Hong Kong.

## Staff

### Personnel actuel et personnel médical
| - Directeur de l'Académie : Alex Inglethorpe - Responsable des activités de l'Académie : Andrew Powlesland - Responsable des opérations du football de l'Académie : Nick Marshall - Responsable de l'éducation et du bien-être : Phil Roscoe - Responsable fitness et coach fitness U23 : Andy O'Boyle - Kinésithérapeute en chef de l'Académie et physiothérapeute en chef des U23 : Andy Renshaw - Directeur-Entraineur des U23 : Barry Lewtas - Entraîneur Adjoint des U23 : Mike Garrity - Entraîneurs des gardiens d'U23 : Mark Morris - Responsable du développement d'analyse : Tim Jenkins - Physiothérapie des U23 : Paul Kelly - Scout en chef de l'Académie : David Moss - Scout senior de l'Académie : Matthew Newberry - Entraîneurs des U18 : Marc Bridge-Wilkinson - Physiothérapie de l'Académie des U18 : Liam Kershaw - Entraîneurs des gardiens d'U18 : Neil Edwards - Thérapeute du sport : Joe Lewis - Assistant scientifique sportif de l'Académie : Oliver Morgan - Responsable du recrutement local : Ian Barrigan - Analyste de performance des U18 : Scott Mason - Analyste de performance des U15-U16 : Brad Wall - Entraîneur-chef des U10-U12 : Michael Yates - Entraîneur-chef des U6-U9 : Anthony Ryan |

En outre, l'Académie emploie du personnel en équipe première.

### Historique des managers de l'équipe de réserve
| - Bob Paisley (1954-1957) - Joe Fagan (1957-1974) - Roy Evans (1975-1984) - Chris Lawler (1984-1986) | - Phil Thompson (1986-1992) - Sammy Lee (1993-1998) - Joe Corrigan (1998-2002) - Hughie McAuley (2003-2006) | - Gary Ablett (2006-2009) - John McMahon (2009-2011) - José Segura (directeur) (2011) - Rodolfo Borrell (2011-2012) | - Alex Inglethorpe (2012-2014) - Michael Beale (2014-2016) - Mike Garrity (directeur) (2016-2017) - Neil Critchley (2017-2020) | - Barry Lewtas (2020–présent) |

## Awards

### Prix des meilleurs joueurs de l'année de l'Académie de Liverpool FC
Les joueurs en gras jouent toujours pour Liverpool FC.
| Saison    | Nom                    | Nationalité    | Position  | Ref(s) |
| --------- | ---------------------- | -------------- | --------- | ------ |
| 2013-2014 | Jordan Rossiter (en)   | Angleterre     | Milieu    | ,      |
| 2014-2015 | João Carlos Teixeira   | Portugal       | Milieu    | [ 21 ] |
| 2015-2016 | Brad Smith             | Australie      | Défenseur | [ 22 ] |
| 2016-2017 | Trent Alexander-Arnold | Angleterre     | Défenseur | [ 23 ] |
| 2017-2018 | Harry Wilson           | Pays de Galles | Milieu    | [ 24 ] |

## Palmarès
| Championnat - The Central League: 16 (1956–57, 1968–69, 1969–70, 1970–71, 1972–73, 1973–74, 1974–75, 1975–76, 1976–77, 1978–79, 1979–80, 1980–81, 1981–82, 1983–84, 1984–85, 1989–90) - Premier Reserve League National: 1 (2007–08) - Premier Reserve League North: 2 (1999–00, 2007–08) - Lancashire Combination: 2 (1896–97, 1899–00) Coupes - Liverpool Senior Cup: 1 (2010) - Lancashire Senior Cup: 12 (1919, 1920*, 1924, 1931, 1933, 1944, 1947, 1956, 1959, 1973, 2010, 2017) - Liverpool Challenge Cup: 4 (1954, 1959, 1960, 1961) | Championnat - Lancashire League Division One: 6 (1965–66, 1967–68, 1968–69, 1971–72, 1977–78, 1982–83) - Lancashire League Division Two: 7 (1961–62, 1965–66, 1967–68, 1972–73, 1975–76, 1976–77, 1992–93) - Lancashire League Division Three: 1 (1960–61) Coupes - FA Youth Cup: 4 (1996, 2006, 2007, 2019) - Liverpool Youth Cup: 3 (1954, 1956, 1958) - Lancashire Division One League Cup: 3 (1960, 1966, 1967) - Lancashire Division Two League Cup: 5 (1962, 1966, 1967, 1973, 1980) - Lancashire Division Three League Cup: 1 (1961) |

*Un astérisque indique un titre partagé.

## Diplômés notés

### Grands joueurs sortis du centre de formation (en jouant en équipe première)
Le système de jeunesse de Liverpool a connu du succès au fil des ans, les nombreux joueurs qui ont traversé en continuant à figurer dans l'équipe première. Les joueurs suivants ont joué plus de dix matchs de compétition pour l'équipe première.
| Pre-WW2 - Harold Barton - Cyril Done - Alf Hanson - Jack Parkinson - Syd Roberts | 1940 - Bill Jones - Billy Liddell - Jimmy Payne - Eddie Spicer |

| 1950 - Alan A'Court - Eric Anderson - Gerry Byrne - Bobby Campbell - Don Campbell - Jimmy Melia - Ronnie Moran - Roy Saunders | 1960 - Alf Arrowsmith - Phil Boersma - Ian Callaghan - Bobby Graham - Chris Lawler - Ian Ross - Tommy Smith - Phil Thompson |

| 1970 - Jimmy Case - David Fairclough - Colin Irwin - Sammy Lee - John McLaughlin | 1980 - Gary Ablett - Mike Marsh - Steve Staunton - Ronnie Whelan |

| 1990 - Jamie Carragher - Robbie Fowler - Steven Gerrard - Dominic Matteo - Steve McManaman - Michael Owen - David Thompson - Stephen Wright | 2000 - Daniel Pacheco - Darren Potter - Emiliano Insúa - Jay Spearing - Martin Kelly - Neil Mellor - Stephen Warnock |

2010
- Andre Wisdom
- Brad Smith
- Jack Robinson
- Jon Flanagan
- Jordon Ibe
- Ovie Ejaria
- Raheem Sterling
- Suso
- Sheyi Ojo
- Harry Wilson
- Trent Alexander-Arnold
- Ben Woodburn

### Joueurs sortis du centre de formation (hors de l'équipe première)
Beaucoup d'anciens joueurs de l'équipe de jeunes et de réserve de Liverpool ont connu du succès avec d'autres clubs. Aucun de ces joueurs n'a joué en équipe première de Liverpool.
| 1950 - Joe Maloney - Keith Burkinshaw | 1960 - Ted MacDougall | 1970 - John Gidman - Tommy Tynan |  |  |

1980
| - Alan Harper - Colin Russell - Craig Hignett | - Dave Watson - Howard Gayle - John Durnin | - Mark Seagraves - Mike Newell - Nigel Adkins | - Paul Jewell - Brian Mooney - Ken DeMange | - Kevin Sheedy |

1990
| - Nicky Rizzo - Alex Watson | - Phil Charnock - Jim Magilton | - Paul Dalglish - Tony Warner | - Danny Williams - Gareth Roberts | - Jason Koumas |

2000
| - Besian Idrizaj - Adam Hammill - Alan Navarro - Calum Woods - Charlie Barnett - Craig Lindfield - Danny Guthrie | - Danny O'Donnell - David Mannix - David Raven - Jack Hobbs - James Smith - Jon Newby | - Jon Otsemobor - Lee Peltier - Paul Anderson - Ryan Crowther - Steven Gillespie - Antonio Barragán | - Daniel Ayala - Francis Durán - Miki Roqué - Daniel Sjölund - Christopher Buchtmann - Marvin Pourié | - Jimmy Ryan - Richie Partridge - Ryan Flynn - Astrit Ajdarević - Zak Whitbread |  |

2010
| - Dean Bouzanis - Jake Brimmer - Nikolay Mihaylov - Jakub Sokolík - Martin Hansen - Nikola Sarić - Alex Whittle - Conor Coady - Craig Roddan - David Amoo - Jason Banton - Michael Ngoo - Nathan Eccleston | - Robbie Threlfall - Joe Maguire - Jack Dunn - Lloyd Jones - Stephen Darby - Tom Ince - Tyrell Belford - Jordan Rossiter - Connor Randall - Ryan Kent - Cameron Brannagan - Jordan Lussey - Adam Morgan | - Adam Phillips - Tom Brewitt - Andy Firth - Matty Virtue - Sam Hart - Yan Dhanda - Daniel Trickett-Smith - Mikel San José - Sergi Canós - Madger Gomes - Lauri Dalla Valle - Toni Silva - Andras Simon | - Krisztián Németh - Patrik Poór - Péter Gulácsi - Zsolt Poloskei - Kristóf Polgár - Joseph Rafferty - Alex O'Hanlon - Corey Whelan - Kristján Emilsson - Victor Pálsson - Bobby Adekanye | - Edvard Tagseth - Ryan McLaughlin - João Carlos Teixeira - Toni Gomes - Rafael Camacho - Alex Cooper - Gary Mackay-Steven - Ryan Fulton - Alexander Kačaniklić - Kristoffer Peterson - Jordan Williams |

## Sources
- Who’s Who Of Liverpool (2006): Tony Matthews
- LFCHistory.net

## Liens Externes
| - Des nouvelles de l'Académie sur le site officiel du club - Calendrier et résultats des moins de 21 ans - Calendrier et résultats des moins de 18 ans | - Blog des News de l'Académie de Liverpool par Scott Taylor - Tableau de la ligue des moins de 21 ans - Tableau de la ligue des moins de 18 ans - La manière de l'académie de Liverpool FC – These Football Times (2015) |